# Muhammad Mian Soomro

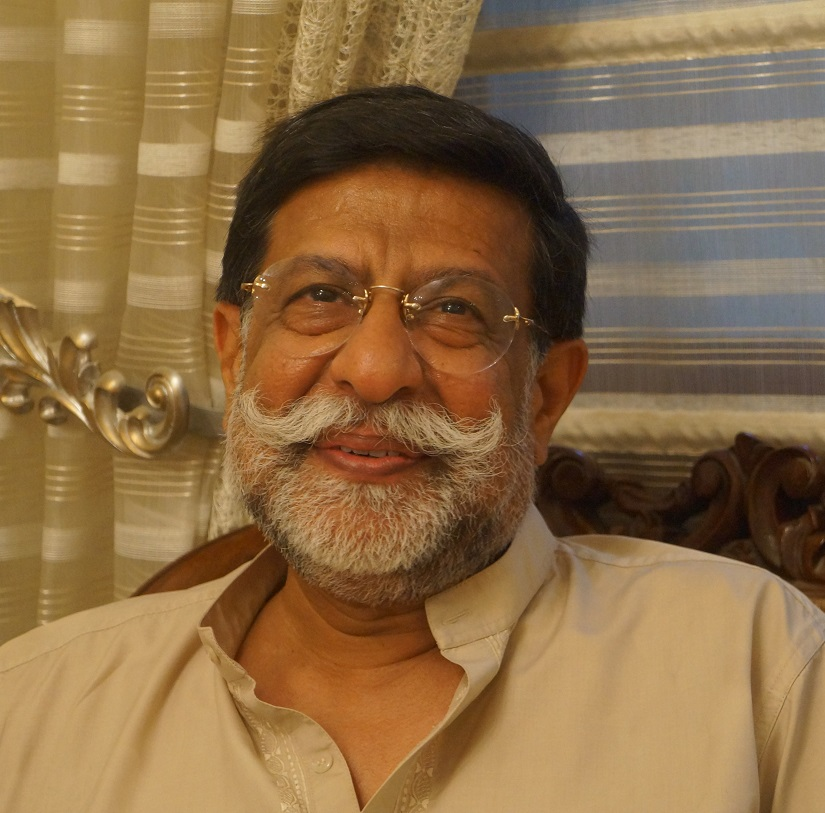
Muhammad Mian Soomro (2016)

Muhammad Mian Soomro, Urdu محمد میاں سومرو‎, (* 19. August 1950 in Karatschi) ist ein pakistanischer Politiker. Am 18. August 2008 übernahm er verfassungsgemäß nach dem Rücktritt von Präsident Pervez Musharraf kommissarisch dessen Amtsgeschäfte. Vom 16. November 2007 bis zum 25. März 2008 war er Ministerpräsident. Davor war er seit 2003 Vorsitzender des Senats von Pakistan. Er ist für die Pakistanische Muslimliga aktiv. Soomro stammt aus einer seit langem politisch aktiven Familie in Sindh.

## Ausbildung
Soomro besuchte die Sadiq Public School in Bahawalpur, das Forman Christian College University (B. Sc.) und die University of the Punjab (M. Sc. in Physics) in Lahore und die Northrop University (Kalifornien, M. Sc. in Operations Management) in den USA.

## Laufbahn als Banker
- Bank of America
- General Manager und Chief Executive Officer (Generaldirektor und Vorstandsvorsitzender) der International Bank of Yemen
- Faysal Islamic Bank of Bahrain
- Muslim Commercial Bank
- Agriculture Development Bank of Pakistan
- Federal Bank of Cooperatives
- National Bank of Pakistan

Soomro war an der Einführung des Micro Credit Banking in Pakistan beteiligt.
Aufsichtsratssitz im Board of directors der Shell Pakistan Ltd.

## Öffentliche Ämter
- Gouverneur von Sindh vom 25. Mai 2000 bis 26. Dezember 2002.
- Senator (gewählt am 23. Februar 2003), dort als Vorsitzender  am 23. März 2003 gewählt.